# الهاشمي بكوش
الهاشمي البكوش ويُعرف أيضًا باسم هاشمي بكوش (وُلد في 4 كانون الثاني/يناير 1916 وتُوفيَّ في 9 حزيران/يونيو 2008 في مدينة تونس) كان كاتبًا واختصاصيًا في علم النفس الاجتماعي من تونس. الهاشمي البكوش هو ابن شقيق الوزير السابق صلاح الدين البكّوش، فنُفي في فرنسا من 1957 إلى 2000 لكنه عاد إلى تونس عام 2006. كان الهاشمي شيوعيًا في شبابه.